# ResurrXion
ResurrXion  è un evento editoriale della Marvel Comics che ha riguardato le serie a fumetti incentrate sui gruppi di supereroi degli X-Men e degli Inumani, rilanciando le serie a fumetti esistenti e facendone esordire numerose altre e finalizzato a un nuovo punto di partenza per entrambi i franchise dopo la fine degli eventi narrati in Inhumans vs X-Men. Questo progetto ha riportato le serie a fumetti incentrate sugli X-Men ai livelli degli anni novanta quando erano la serie a fumetti più venduta della Marvel.

## Storia editoriale
L'evento è partito con un albo speciale che fa da preludio, X-Men Prime.
A seguito degli event narrati nell'evento sono state rilanciate alcune serie a fumetti come Astonishing X-Men (vol. 4), e ne sono esordite di nuove come X-Men: Gold (vol. 2), X-Men: Blue (vol. 1)

### Elenco delle serie
Inhumans
- Black Bolt, (vol. 1), nn. 1-7
- Inhumans Prime 1
- Royals (vol. 1), nn. 1-8
- Secret Warriors, (vol. 2), nn. 1-12

X-Men
- All-New Wolverine, (vol. 1), nn. 19-24
- Astonishing X-Men, (vol. 4), nn. 1-6
- Cable, (vol. 3), nn. 1-5
- Generation X, (vol. 2), nn. 1-9
- Iceman, (vol. 3), nn. 1-5
- Jean Grey, (vol. 1), nn. 1-11
- Old Man Logan, (vol. 2), nn. 25-30
- Weapon X, (vol. 3), nn. 1-11
- X-Men Blue, (vol. 1), nn. 1-12
- X-Men Gold, (vol. 1), nn. 1-12
- X-Men Prime 1